# Закон Литвы о защите несовершеннолетних от негативного влияния публичной информации
Закон Литовской Республики «О защите несовершеннолетних от негативного влияния публичной информации» (лит. Lietuvos Respublikos nepilnamečių apsaugos nuo neigiamo viešosios informacijos poveikio įstatymas) — закон Литовской Республики, запрещающий распространение среди несовершеннолетних публичной информации, оказывающей на них негативное влияние. Такой информацией законом считается «публичная информация, которая могла бы быть вредна для психического и физического здоровья несовершеннолетних, для физического, умственного, духовного или нравственного развития».
Закон был принят 10 сентября 2002 года. Летом 2009 года Сейм Литовской Республики принял многочисленные изменения и дополнения к закону, вызвавшие широкие дискуссии в обществе. Изменения и дополнения вступили в силу 1 марта 2010 года.

## Поправки 2009 года

### Суть изменений
Первоначальная версия закона понимала под вредной для несовершеннолетних лиц информацией, в основном изображение физического и психологического насилия и сексуальных действий. В 2009 году в закон были внесены многочисленные изменения, включающие в число негативной информации также компьютерные игры, вызывающие агрессивность, информацию, поощряющую наркоманию, курение и алкоголизм, ведение нездорового образа жизни, суицид, участие в азартных играх и лотереях, половую распущенность, демонстрацию гипноза и паранормальных явлений и др.. В тексте закона речь идет о телевизионных программах, кинофильмах, компьютерных играх, рекламе, печатных СМИ и интернет-ресурсах, доступных детям.
Поправки 2009 года среди прочего к вредной информации относили также и демонстрацию гомосексуальных, бисексуальных или полигамных отношений. Закон запрещает распространение информации о гомосексуальности также в школах, библиотеках и других учреждениях, на территории которых могут находиться несовершеннолетние.
Основная критика закона была направлена на то, что в нём отсутствует детальное определение «общественной информации». Кроме того, по мнению правозащитников, закон потворствует гомофобии. В 2009 году закон резко осудили Amnesty International и Human Rights Watch.

### Обсуждение и принятие поправок 2009 года
Сейм Литвы 16 июня 2009 года проголосовал за законопроект 67 голосами «за» при 3 голосах «против» и 4 воздержавшихся. За неделю до этого голосования в парламенте рассматривался даже более суровый законопроект, предусматривающий за «пропаганду гомосексуализма» уголовное наказание в виде лишения свободы сроком до трёх лет, однако он был отклонён большинством парламентариев.
Президент Литвы Валдас Адамкус 27 июня 2009 года наложил вето на принятый парламентом закон «О защите несовершеннолетних от воздействия отрицательной публичной информации». Для преодоления президентского вето при повторном голосовании за законопроект должны были проголосовать как минимум 71 из 141 депутатов Сейма.
Однако Сейм преодолел президентское вето, и закон был принят в июле 2009 года 87 парламентариями при 25 воздержавшихся и 6 голосах «против». Новый президент Даля Грибаускайте была вынуждена подписать закон, который должен был вступить в силу в марте 2010 года, хотя и назвала его законом, в котором «присутствует гомофобная ориентация». После подписания закона президент сразу же создала рабочую группу, состоящую из пяти юристов и председателя Союза журналистов Литвы, целью которой стала разработка изменений ряда формулировок в законе.
В итоге в последней редакции поправок текст более не содержал упоминания гомосексуальности и бисексуальности, однако запрещал распространение информации, которая «попирает семейные ценности, поощряет иное, чем установлено в Конституции Литовской Республики и в Гражданском кодексе Литовской Республике, понятие заключения брака и создания семьи» (см. ст. 4, п. 2.16 новой редакции закона). При этом Конституция Литвы понимает брак как союз мужчины и женщины.
Новая редакция закона «О защите несовершеннолетних от воздействия отрицательной публичной информации» вступила в силу 1 марта 2010 года.

### Примеры правоприменительной практики
В частности, согласно данному закону, 16 сентября 2013 года эксперты службы этики журналистов Литвы постановили, что ролик, предложенный Лигой геев Литвы к вещанию на национальном телевидении в преддверии марша за равенство, не пригоден для трансляции в дневном эфире, так как даёт ссылку на «нетрадиционную концепцию брака». Причиной такого решения стала надпись на футболке одного участника видео, которая гласит: «За разнообразие в семьях».

### Постановление Конституционного суда Литовской Республики
Правительство Литовской Республики 14 февраля 2024 года обратилось в Конституционный суд с просьбой проверить на конституционность 16 пункт 2 части 4 статьи закона, согласно которому информация, которая «попирает семейные ценности, поощряет иное, чем установлено в Конституции Литовской Республики и в Гражданском кодексе Литовской Республике, понятие заключения брака и создания семьи» считается оказываюшей негатаивное влияние несовершеннолетним. Конституционный суд 18 декабря 2024 года принял постановление, согласно которому данный пункт закона о защите несовершеннолетних от негативного влияния публичной информации не соответствует 25 и 38 статьям Конституции Литовской Республики.

## Законопроект о запрете «пропаганды гомосексуализма» (2010)
В 2010 году депутат Сейма Пятрас Гражулис  предложил ещё один законопроект, направленный на усиление наказания за «пропаганду гомосексуализма» в общественных местах, предполагающий штрафы от 2 до 10 тысяч литовских лит (от 580 до 2900 евро). Первое чтение законопроекта состоялось в ноябре 2010 года. Тогда документ поддержал всего 31 парламентарий, против выступило 7 депутатов, 141 депутат воздержались от голосования или не принимали в нём участия.
Европейский парламент призвал Сейм отказаться от изменений закона, полностью запрещающих несовершеннолетним доступ к информации о сексуальной ориентации. 18 марта 2011 года законопроект был окончательно отклонен Сеймом, при этом обсуждение длилось всего 15 минут.